# Jamie Gregg
Jamie Gregg, né le 18 mars 1985 à Edmonton est un patineur de vitesse canadien spécialisé dans les épreuves de sprint (500 m et 1 000 m). Son père était un joueur de hockey sur glace, sa mère une patineuse de vitesse tout comme sa sœur Jessica.
Au niveau international, il fait ses débuts lors de saison 2007-2008, puis participe aux Jeux olympiques d'hiver de 2010 à Vancouver, prenant part au 500 mètres qu'il termine huitième.
En 2013, il est proche d'une médaille en se classant quatrième des Championnats du monde de sprint à Salt Lake City, puis remporte une victoire en Coupe du monde en mars.